# Sarcophaga silbergliedi
Sarcophaga silbergliedi är en tvåvingeart som först beskrevs av Guilherme A.M. Lopes 1981. Sarcophaga silbergliedi ingår i släktet Sarcophaga och familjen köttflugor.
Artens utbredningsområde är Panama. Inga underarter finns listade i Catalogue of Life.